# Federico de Roberto
Federico de Roberto (n. 16 ianuarie 1861 - d. 26 iulie 1927) a fost un scriitor italian.
Împreună cu Giovanni Verga și Luigi Capuana, a fost lider al școlii veriste.
Romanele sale reconstituie faptele și împrejurările istorice cu o deosebită precizie.

## Opera
- 1887: Soarta ("La sorte");
- 1888: Documente umane ("Documenti umani");
- 1889: Ermanno Raeli
- 1890: Procese verbale ("Processi verbali")
- 1891: Iluzia ("L'illusione");
- 1894: Viceregii ("I Viceré"), capodopera sa, satiră a mediului aristocrat din acea perioadă (de după Risorgimento).